# Rhynchospora fujiana
Rhynchospora fujiana är en halvgräsart som beskrevs av Tomitaro Makino. Rhynchospora fujiana ingår i släktet småag, och familjen halvgräs. Inga underarter finns listade i Catalogue of Life.